# 布恩維爾 (印地安納州)
布恩維爾（英語：Boonville）是一個位於美國印地安納州沃里克縣的城市。根據2010年美國人口普查，該地人口為6246人，而該地的面積約為12.73平方千米。同時該地也是沃里克縣的縣治。

## 地理
布恩維爾的座標為38°02′46″N 87°16′21″W / 38.04611°N 87.27250°W，而該地的平均海拔高度為129米（即423英尺）。